# Euphorbia ellenbeckii
Euphorbia ellenbeckii ist eine Pflanzenart aus der Gattung Wolfsmilch (Euphorbia) in der Familie der Wolfsmilchgewächse (Euphorbiaceae).

## Beschreibung
Die sukkulente Euphorbia ellenbeckii wächst mit dicht stehenden, einfachen und runden Zweigen, die etwa 10 Zentimeter lang werden. Sie erreichen einen Durchmesser von 8 bis 14 Millimeter und sind mit einem Muster aus runden Warzen besetzt. Diese werden bis 8 Millimeter lang und 6 Millimeter breit. Sie sind in fünf spiraligen Reihen an den Trieben angeordnet. Die stumpf dreieckigen Dornschildchen sind ungleichmäßig geformt. Sie werden 2 bis 6 Millimeter lang und 2,5 bis 5 Millimeter breit. An der Basis sind sie gelegentlich in eine deutliche Spitze bis 1,5 Millimeter Länge verlängert. Es werden Dornen mit 1 bis 22 Millimeter Länge und Nebenblattdornen mit 0,5 bis 2 Millimeter Länge ausgebildet.
Der Blütenstand besteht aus einzelnen und einfachen Cymen, die sich an einem etwa 2 Millimeter langen Stiel befinden. Die Cyathien erreichen einen Durchmesser von 2 Millimeter. Die rechteckigen Nektardrüsen sind gelblich rosa gefärbt und bilden einen geschlossenen Kreis. Die deutlich gelappte Frucht wird etwa 2 Millimeter breit und 2,7 Millimeter lang. Sie steht an einem zurückgebogenen und bis 5 Millimeter langen Stiel. Über den Samen ist nichts bekannt.

## Verbreitung und Systematik
Euphorbia ellenbeckii ist im Süden von Äthiopien, im Südwesten von Somalia und im Nordosten von Kenia auf steinigen Böschungen mit Kalkgestein und lockerem Akaziengebüsch in Höhenlagen von 150 bis 750 Meter verbreitet.
Die Erstbeschreibung der Art erfolgte 1903 durch Ferdinand Albin Pax.